# Сторс (Конектикат)
Сторс (енгл. Storrs) насељено је место без административног статуса у америчкој савезној држави Конектикат.

## Демографија
По попису из 2010. године број становника је 15.344, што је 4.348 (39,5%) становника више него 2000. године.
| Група             | 2000.         | 2010.          |
| Белци             | 8.675 (78,9%) | 11.884 (77,5%) |
| Афроамериканци    | 624 (5,7%)    | 796 (5,2%)     |
| Азијати           | 1.004 (9,1%)  | 1.509 (9,8%)   |
| Хиспаноамериканци | 484 (4,4%)    | 850 (5,5%)     |
| Укупно            | 10.996        | 15.344         |